# Kabinett Kramp-Karrenbauer I
Das Kabinett Kramp-Karrenbauer war vom 10. August 2011 bis zum 9. Mai 2012 die saarländische Landesregierung. Es handelte sich zunächst um die Fortsetzung der ersten Jamaika-Koalition auf Landesebene – bestehend aus CDU, FDP/DPS und Bündnis 90/Die Grünen – unter Ministerpräsident Peter Müller (CDU), dem Kabinett Müller III.
Am 22. Januar 2011 gab Müller bekannt, sich im Laufe des Jahres vom Amt des Ministerpräsidenten zurückzuziehen. Die designierte Nachfolgerin war Annegret Kramp-Karrenbauer. Am 2. Mai 2011 einigte sich die Jamaika-Koalition, Kramp-Karrenbauer bei einer Sondersitzung des Landtages am 10. August 2011 zur ersten Ministerpräsidentin des Saarlandes zu wählen. Am 10. August 2011 wurde Kramp-Karrenbauer mit den Stimmen von 26 der 51 Mitglieder des Landtages im zweiten Wahlgang zur Ministerpräsidentin gewählt. Am 12. August kündigte Kramp-Karrenbauer die Vereidigung der Minister und die neuen Ressortzuschnitte ihres Kabinettes für den 24. August an. Am 24. August gab Kramp-Karrenbauer eine Regierungserklärung ab und die weiteren Regierungsmitglieder wurden vereidigt.
Am 14. Dezember 2011 trat der FDP-Landtagsfraktionsvorsitzende Christian Schmitt, der im Januar desselben Jahres Nachfolger von Horst Hinschberger wurde, zurück und wurde daraufhin parteiloses Mitglied der CDU-Fraktion. Im Anschluss blieb der Vorsitz der FDP-Fraktion vakant, weil Christoph Kühn seine Kandidatur dafür zurückzog. Danach kündigte die Ministerpräsidentin am 6. Januar 2012 an, die Koalition aus CDU, FDP und Grünen zu beenden und mit der SPD eine Große Koalition bilden zu wollen. Am 18. Januar 2012 wurden die von der FDP/DPS und den Grünen gestellten Minister nach Antrag der Ministerpräsidentin auf Beschluss des saarländischen Landtags entlassen, ihre Aufgaben werden kommissarisch von CDU-Ministern des Kabinetts übernommen. Am 19. Januar wurden Neuwahlen angekündigt. Diese fanden am 25. März 2012 statt. Nach der Wahl einigten sich die CDU als Wahlgewinnerin und die SPD als zweitstärkste Kraft auf die Bildung einer Großen Koalition. Die Vereidigung der Nachfolgeregierung Kabinett Kramp-Karrenbauer II fand am 9. Mai 2012 statt.

## Kabinett
| Amt                                                                           | Name                                             | Partei | Partei     |
| ----------------------------------------------------------------------------- | ------------------------------------------------ | ------ | ---------- |
| Ministerpräsidentin                                                           | Annegret Kramp-Karrenbauer                       |        | CDU        |
| Stellvertretender Ministerpräsident; Minister für Wirtschaft und Wissenschaft | Christoph Hartmann bis 18. Januar 2012           |        | FDP/DPS    |
| Stellvertretender Ministerpräsident; Minister für Wirtschaft und Wissenschaft | Peter Jacoby ab 18. Januar 2012 kommissarisch    |        | CDU        |
| Minister für Bundesangelegenheiten; Chef der Staatskanzlei                    | Andreas Storm                                    |        | CDU        |
| Minister der Finanzen                                                         | Peter Jacoby                                     |        | CDU        |
| Minister für Inneres, Kultur und Europa                                       | Stephan Toscani                                  |        | CDU        |
| Ministerin für Arbeit, Familie, Soziales, Prävention und Sport                | Monika Bachmann                                  |        | CDU        |
| Minister(in) für Gesundheit und Verbraucherschutz                             | Georg Weisweiler bis 18. Januar 2012             |        | FDP/DPS    |
| Minister(in) für Gesundheit und Verbraucherschutz                             | Monika Bachmann ab 18. Januar 2012 kommissarisch |        | CDU        |
| Minister für Bildung                                                          | Klaus Kessler bis 18. Januar 2012                |        | B’90/Grüne |
| Minister für Bildung                                                          | Stephan Toscani ab 18. Januar 2012 kommissarisch |        | CDU        |
| Minister(in) für Umwelt, Energie und Verkehr                                  | Simone Peter bis 18. Januar 2012                 |        | B’90/Grüne |
| Minister(in) für Umwelt, Energie und Verkehr                                  | Andreas Storm ab 18. Januar 2012 kommissarisch   |        | CDU        |